# Бендзіно (гміна)
Гміна Бендзіно (пол. Gmina Będzino) — сільська гміна у північно-західній Польщі. Належить до Кошалінського повіту Західнопоморського воєводства.
Станом на 31 грудня 2011 у гміні проживало 8505 осіб.

## Територія
Згідно з даними за 2007 рік площа гміни становила 180.92 км², у тому числі:
- орні землі: 80.00%
- ліси: 10.00%

Таким чином, площа гміни становить 10.84% площі повіту.

## Населення
Станом на 31 грудня 2011:
| Опис     | Загалом | Загалом | Чоловіки | Чоловіки | Жінки | Жінки |
| -------- | ------- | ------- | -------- | -------- | ----- | ----- |
| одиниця  | осіб    | %       | осіб     | %        | осіб  | %     |
| все      | 8505    | 100     | 4251     | 49.98    | 4254  | 50.02 |
| міське   | 0       | 100     | 0        |          | 0     |       |
| сільське | 8505    | 100     | 4251     | 49.98    | 4254  | 50.02 |

## Сусідні гміни
Гміна Бендзіно межує з такими гмінами: Бесекеж, Диґово, Карліно, Мельно, Сянув, Устроне-Морське.